# جون دافيسون (منتج أفلام)
جون دافيسون (بالإنجليزية: Jon Davison)‏ هو منتج أفلام أمريكي، ولد في 21 يوليو 1949 في هادونفيلد في الولايات المتحدة.

## وصلات خارجية
- جون دافيسون على موقع IMDb (الإنجليزية)
- جون دافيسون على موقع قاعدة بيانات الفيلم (الإنجليزية)